# Suphina Dentata
Suphina Dentata — український музичний проєкт з Києва. У 2003 році гурт випустив єдиний альбом «Rosa Del Ciel».

## Історія
Два перші учасники цього проєкту — Олександр Юрченко та Леонід Белєй, складали також дует Звірята Суфіни і Suphina Dentata є своєрідним продовженням колишнього проєкту утрьох — виходить більш індустріально та ембієнт-дабово. Третій учасник Віктор Пушкар — відомий своїм власним ембієнт-даб-проєктом Blemish.

## Склад гурту
- Олександр Юрченко (електронні клавішні, ідеологія проєкту);
- Леонід Белєй (гітара, перкусійні петлі, голоси);
- Віктор Пушкар (синтезатори, семпли, перкусія, голоси).

## Дискографія

Обкладинка альбому «Rosa Del Ciel», виданого 2003 року.

Проєкт Suphina Dentata має один доробок — альбом «Rosa Del Ciel», що вийшов 2003 року. Запис був зроблений на київській студії «Six Prix».
Якщо Звірята Суфіни грають музику, яку умовно можна було б назвати «електронним бароко», то присутність Віктора Пушкара додає гурту більш індустріального та дабового звучання, одначе прив'язати музику «Небесної рози» до якогось певного стилю неможливо. В ній багато лиховісних звуків, печальних мелодій, важких ритмів, зроблених на синтезаторах, озброєній сильним луна-ефектом басі, дісторшованій гітарі та електронних перкусіях. Похмура за настроєм, вона схожа на неокласичні звукові доріжки до балету або кібер-панк- фільму; другий, ледь вловимий, план відкривається не з першого разу і вимагає від слухача повної уваги до музики.